# ابوت و کاستلو در هالیوود
ابوت و کاستلو در هالیوود (انگلیسی: Abbott and Costello in Hollywood) یک فیلم در ژانر کمدی به کارگردانی اس سیلوان سیمون محصول سال ۱۹۴۵ میلادی است. باد ابوت و لو کاستلو از جمله بازیگران این فیلم هستند.